# Henry Cucalón
Henry Eduardo Cucalón Camacho (Guayaquil, 8 de junio de 1973) es un abogado, catedrático y político ecuatoriano. Fue el ministro de Gobierno del Ecuador, entre febrero y noviembre de 2023 en el gobierno de Guillermo Lasso. Fue asambleísta nacional, entre 2013 y 2021.Fue candidato en las Elecciones presidenciales de Ecuador de 2025.

## Biografía
Nació el 8 de junio de 1973, en la ciudad ecuatoriana de Guayaquil.
Realizó estudios en Ciencias Sociales y Políticas en la Universidad Católica de Santiago de Guayaquil, y obtuvo el título de abogado en la Universidad Internacional SEK Ecuador. 
Realizó estudios en la Universidad Católica de Santiago de Guayaquil, donde obtuvo una maestría en Derecho Administrativo. 
Es casado con Jessica Gellibert desde 1998, con quien tiene dos hijos.

### Catedrático
Se desempeña como catedrático de Derecho público en la Universidad de Especialidades Espíritu Santo, y de Instituciones y procesos políticos en la Universidad Casa Grande.

## Vida pública
Fue secretario general de la Procuraduría General del Estado desde 1998 hasta el 2002, año en que se retiró para ingresar a la Municipalidad de Guayaquil, donde obtuvo el cargo de Secretario General Municipal, hasta el 2012. 
Dentro del movimiento político Madera de Guerrero, fue elegido como Director del mismo en el mes de abril de 2016. También fue mentor del Programa Intensivo de Formación Política creado en 2015.
En 2020, estuvo en la terna del Partido Social Cristiano para una posible candidatura presidencial en las elecciones presidenciales de 2021, pero el partido finalmente concretó una alianza (PSC-CREO) para la postulación de Guillermo Lasso a la presidencia.

### Asambleísta
Fue electo asambleísta en las elecciones legislativas de 2013, en representación de Guayas, por la alianza Partido Social Cristiano-Movimiento Cívico Madera de Guerrero. Fue posesionado el 14 de mayo del mismo año. Reelecto en las elecciones de 2017.

### Ministro de Estado
El 9 de febrero de 2023, fue nombrado y y posesionado por el presidente Guillermo Lasso como ministro de Gobierno.

### Candidatura presidencial 2025
En 2024, decide acoger al Movimiento Construye, participando como su precandidato presidencial para las elecciones de 2025.